# Vreed en Hoop
Vreed en Hoop é uma cidade na foz do Rio Demerara na sua margem esquerda, na região da Guiana das Ilhas do Essequibo–Demerara Ocidental, localizada ao nível do mar.  É a localização da sede do Conselho Regional Democrático tornando-se o centro administrativo da região.
Vreed en Hoop engloba algumas comunidades menores, entre eles New Road, Plantain Walk, gruas e Coglan Dam. O nome da cidade vem do holandês "Vreed en Hoop", que significa "Paz e Esperança" em português. A cidade foi fundada por A. Rahman (mais tarde alterado para Rayman pelos britânicos) um trabalhador escravo que ganhou a terra em um leilão.
Barcos de passageiros (lanchas) atravessam o rio Demerara ligando Vreed-en-hoop para a cidade capital de Georgetown. Vreed en Hoop também consiste em um mercado e outras lojas comerciais. Ele tem um instituto educacional para crianças e um colégio onde os professores são treinados.